# Homosexualität in Dschibuti

Dschibuti auf der politischen Weltkarte

Lesben, Schwule, Bisexuelle und Transgender (LGBT) stehen in Dschibuti vor rechtlichen Herausforderungen, die Nicht-LGBT-Einwohner nicht kennen. Obwohl Dschibuti Homosexualität nicht ausdrücklich kriminalisiert, werden LGBT-Personen in der breiten Bevölkerung immer noch stigmatisiert. Es gibt kein Antidiskriminierungsgesetz sowie keine rechtliche Anerkennung gleichgeschlechtlicher Ehen oder eheähnlicher Lebensgemeinschaften. Zudem können LGBT-Menschen nicht im Militär dienen.

## Legalität
Die Legalität gleichgeschlechtlicher sexueller Handlungen ist in Dschibuti nicht eindeutig geklärt. Obwohl es kein Gesetz gibt, das gleichgeschlechtliche sexuelle Handlungen als legal oder illegal bezeichnet, hindert dies die Behörden nicht daran, die öffentliche Zurschaustellung gleichgeschlechtlicher sexueller Handlungen nach den Gesetzen zu verfolgen, die Angriffe auf die „guten Sitten“ verbieten.
Im Juni 2011 verabschiedete der UN-Menschenrechtsrat eine Resolution gegen Menschenrechtsverletzungen aufgrund von sexueller Orientierung und Geschlechtsidentität (IGLHRC 17. Juni 2011; Human Rights Brief 10. November 2011). Quellen deuten darauf hin, dass Dschibuti gegen die Resolution stimmte (ebd.; IGLHRC 17. Juni 2011).
Der Menschenrechtsbericht 2015 des US-Außenministeriums stellte fest, dass keine Berichte über Gewalt oder Diskriminierung aufgrund der sexuellen Orientierung bekannt sind. Die gesellschaftlichen Normen lassen keine öffentliche Diskussion über Homosexualität zu, und die Menschen geben nicht offen zu, dass sie homosexuell orientiert sind.